# Live Damage
Live Damage er den første DVD-udgivelse fra det svenske melodiske dødsmetalband Dark Tranquillity som blev udgivet i 2003. DVDen indeholder et 85 minutter langt live show som blev optaget i Kraków, Polen. Bonus materialet indeholder optagelser fra Essen, Athen og Paris og to musikvideoer Monochromatic Stains (Videoklip) og ThereIn (Videoklip).

## Numre
1. "Intro"
2. "The Wonders at Your Feet"
3. "The Treason Wall"
4. "Hedon"
5. "White Noise/Black Silence"
6. "Haven"
7. "Punish My Heaven"
8. "Monochromatic Stains"
9. "Undo Control"
10. "Indifferent Suns"
11. "Format C: For Cortex"
12. "Insanity's Crescendo"
13. "Hours Passed in Exile"
14. "The Sun Fired Blanks"
15. "Damage Done"
16. "Lethe"
17. "Not Built to Last"
18. "Thereln"
19. "Zodijackyl Light"
20. "Final Resistance"
21. "Outro"

### Bonus-optagelser fra Essen
1. White Noise/Black Silence
2. Haven
3. The Wonders At Your Feet
4. Final Resistance